# Limited Partnership
Eine Limited Partnership (abgekürzt LP oder L.P.; englisch für Beschränkte Partnerschaft) ist eine angelsächsische Unternehmensrechtsform, die mit einer deutschen Kommanditgesellschaft vergleichbar ist und aus mindestens zwei Gesellschaftern besteht. Die Limited Partnership ist eine Rechtsform, unter der viele angelsächsische Private-Equity- und Venture-Capital-Gesellschaften geführt werden.
Vollhafter einer Limited Partnership ist der General Partner, der auch die Geschäfte führt und die Gesellschaft nach außen vertritt. Investoren beteiligen sich wie Aktionäre bzw. Kommanditisten als Limited Partner.
Anders als bei der Kommanditgesellschaft nach deutschem Recht sind bei einer Limited Partnership die Mitsprache- und Kontrollrechte der Limited Partner eingeschränkt. In einigen Bundesstaaten der Vereinigten Staaten dürfen Limited Partner jedoch in die Geschäftsführung eingreifen. Allerdings haften sie dann mit ihrem ganzen Vermögen wie ein General Partner.